# São Tomé och Príncipe i olympiska sommarspelen 2008
São Tomé och Príncipe deltog i de olympiska sommarspelen 2008 som ägde rum i Peking i Kina. Ingen av landets deltagare erövrade någon medalj.

## Friidrott
- Huvudartikel: Friidrott vid olympiska sommarspelen 2008

Förkortningar
- Notera – Placeringar gäller endast den tävlandes eget heat
- Q = Kvalificerade sig till nästa omgång via placering
- q = Kvalificerade sig på tid eller, i fältgrenarna, på placering utan att ha nått kvalgränsen
- NR = Nationellt rekord
- N/A = Omgången inte möjlig i grenen
- Bye = Idrottaren behövde inte delta i omgången

Herrar
Bana och väg
| Idrottare                | Gren  | Heat     | Heat      | Kvartsfinal      | Kvartsfinal      | Semifinal        | Semifinal        | Final            | Final            |
| Idrottare                | Gren  | Resultat | Placering | Resultat         | Placering        | Resultat         | Placering        | Resultat         | Placering        |
| ------------------------ | ----- | -------- | --------- | ---------------- | ---------------- | ---------------- | ---------------- | ---------------- | ---------------- |
| Naiel Santiago D'Almeida | 100 m | 49.08    | 8         | Gick inte vidare | Gick inte vidare | Gick inte vidare | Gick inte vidare | Gick inte vidare | Gick inte vidare |

Damer
Bana och väg
| Idrottare      | Gren    | Heat        | Heat      | Final            | Final            |
| Idrottare      | Gren    | Resultat    | Placering | Resultat         | Placering        |
| -------------- | ------- | ----------- | --------- | ---------------- | ---------------- |
| Celma da Graça | 5 000 m | 17:25.99 NR | 16        | Gick inte vidare | Gick inte vidare |

## Kanotsport
Sprint
| Kanotist     | Gren                 | Heat     | Heat      | Semifinal        | Semifinal        | Final            | Final            |
| Kanotist     | Gren                 | Tid      | Placering | Tid              | Placering        | Tid              | Placering        |
| ------------ | -------------------- | -------- | --------- | ---------------- | ---------------- | ---------------- | ---------------- |
| Alcino Silva | Herrarnas K-1 500 m  | 1:58.178 | 6 QS      | 2:06.288         | 9                | Gick inte vidare | Gick inte vidare |
| Alcino Silva | Herrarnas K-1 1000 m | 4:28.057 | 9         | Gick inte vidare | Gick inte vidare | Gick inte vidare | Gick inte vidare |